# Cyril Dion
Pour les articles homonymes, voir Dion.
Cyril Dion, né le 23 juillet 1978 à Poissy, est un écrivain, réalisateur, poète et militant écologiste français.

## Biographie
En 2003, après trois années d'étude au cours Périmony et une courte carrière de comédien, Cyril Dion devient coordinateur de projets et directeur éditorial[réf. nécessaire] pour la fondation « Hommes de parole ». Il participe à l'organisation du congrès israélo-palestinien de Caux en 2003 puis, en 2005 et 2006, des 1er et 2e Congrès mondiaux des imams et rabbins pour la paix à Bruxelles puis à Séville.
Fin 2006, il participe à la création du Mouvement Colibris qu’il dirige jusqu’en juillet 2013.
En 2010, il conseille et co-produit, avec les Colibris, le documentaire Solutions locales pour un désordre global de Coline Serreau[réf. nécessaire].
En 2012, il cofonde le magazine Kaizen dont il est directeur de la rédaction de mars 2012 à avril 2014[réf. nécessaire] et la collection « Domaine du Possible » aux éditions Actes Sud, avec Jean-Paul Capitani[réf. nécessaire].

## Carrière

### Publications
Cyril Dion est l'auteur d'une douzaines d'ouvrages : poèmes, roman, essais, livres pour la jeunesse.
Il publie en 2014 un premier recueil de poèmes Assis sur le fil, puis un second, À l’Orée du Danger, en 2022. En 2023, il participe à l'ouvrage La nuit est une page blanche, où ses poèmes (principalement des haïkus) dialoguent avec les œuvres de G&K (Stéphane Guiran et Katarzyna Kot). En 2024, il publie La route sans fin.
En août 2017, il publie son premier roman Imago. Le livre est retenu dans la sélection de rentrée du magazine Lire, de La Nouvelle Quinzaine littéraire et de Page des libraires,. Le livre est coup de cœur des lectrices de Version Femina en octobre 2017 et reçoit le prix Méditerranée du premier roman en 2018.
En novembre 2015, il publie un essai éponyme de son film Demain, un nouveau monde en marche. En mai 2018, il publie Petit manuel de résistance contemporaine. Dès sa parution, le livre se classe dans les meilleures ventes d'essais, qualifié de phénomène par Livres Hebdo soulignant que le livre « grimpe de la 18e à la 5e place du palmarès des essais » dès la seconde semaine[source insuffisante]. Il atteint la seconde place du classement de L'Express, la semaine du 19 juin[source insuffisante]. En 2021 paraît un nouvel essai éponyme du film Animal, en collaboration avec Nelly Pons.

### Cinéma
Il écrit et co-réalise avec Mélanie Laurent le film documentaire Demain, qui sort au cinéma le 2 décembre 2015 ainsi que deux livres au même titre parus à la suite du documentaire. Demain remporte plusieurs prix, dont le César du meilleur film documentaire en 2016,. Durant près de 20 mois, il visite 22 pays pour accompagner le film. Pour le journal Libération, « En une heure et cinquante-huit minutes, Cyril Dion réussit ce que des décennies de lutte écologiste n’étaient pas parvenues à faire : jeter les bases d’une "nouvelle fiction collective" ».
En septembre et octobre 2016, il est président du jury du film documentaire au Festival Biarritz Amérique latine, parrain du festival Atmosphère avec la chanteuse Camille et du FIFF Campus à Namur.
Entre 1er janvier 2017 et décembre 2018, il est membre suppléant de la commission avance sur recettes avant réalisation du Centre national du cinéma et de l'image animée (CNC).

#### Après Demain
Le 11 décembre 2018 est diffusé son deuxième film Après Demain, coréalisé avec Laure Noualhat. Le film est une commande de France 2 pour accompagner la première diffusion de Demain sur la chaîne. L'intention de ce documentaire de 71 minutes était de partir à la rencontre des personnes qui ont mis en œuvre des projets après avoir vu Demain et d'évaluer ainsi l'impact du premier film. Pour cela, Dion a proposé à Laure Noualhat, journaliste pendant 15 ans à Libération à la rubrique planète, de partir enquêter. Il n'a, selon ses propres dires, « presque pas tourné d'images, simplement fait quelques interviews et travaillé sur le montage et la structure. » Comme dans son ouvrage Petit Manuel de résistance contemporaine, il développe la thèse que les récits jouent un rôle prépondérant dans l'évolution de la société. « C’est la conclusion d’Après Demain : les choses changent quand il y a suffisamment de personnes qui se racontent une nouvelle histoire et engagent une lutte non-violente dans la rue, comme pour les droits civiques ou les droits des femmes. » confie-t-il à Télérama.
En février 2019, il réalise le clip de la chanson d'Emily Loizeau, Viens avec moi mon vieux pays, écrit en soutien à l'Appel des coquelicots, qui demande l'interdiction des pesticides de synthèse en France et avait réuni 1 000 000 de signataires en octobre 2019.

#### Animal
En septembre 2019, il entame le tournage de son troisième film, Animal, distribué par UGC. Le film met en scène deux adolescents, Bella Lack et Vipulan Puvaneswaran, qui appartiennent à une génération persuadée que leur avenir et celui d'une grande partie du Vivant est menacé. Le film sort en France et en Suisse le 1er décembre 2021 et en Belgique le 8. Animal a été sélectionné au festival de Cannes 2021, dans la section Cinéma pour le Climat, a remporté dix prix dans des festivals internationaux et a été nommé pour le César du meilleur film documentaire 2022. Sorti dans un contexte de Covid très difficile pour le cinéma français, avec des baisses de 30 à 40% de la fréquentation, le film totalise 214 648 entrées, soit plus que de nombreuses fictions sorties à la même période. C'est le deuxième meilleur score de l'année pour un documentaire, derrière La Panthère des neiges.

#### Un monde nouveau
En novembre 2022, est diffusé sur Arte un documentaire sur le climat en trois parties, intitulé Un monde nouveau. Cyril Dion a écrit et incarne à l'image les trois volets, réalisés par Thierry Robert. Ces films ont été pensés par Cyril Dion comme une sorte de plan pour répondre au péril climatique,
Les films sont bien accueillis par la critique et sont notamment gratifiés de trois T dans Télérama. 

### Musique

#### Le Chant des colibris
Entre mars et juin 2017, avec le mouvement Colibris, il est l'un des piliers de la tournée de concerts « le chant des Colibris, l'appel du monde de demain », qui mobilise une quarantaine de musiciens (Matthieu Chedid, Pomme, Alain Souchon, Izia Higelin, Jeanne Cherhal...) pour attirer l'attention médiatique sur la question écologique pendant la campagne présidentielle de 2017. Il y lit des textes extraits de ses ouvrages Assis sur le fil et Demain, un nouveau monde en marche, accompagné notamment par Sébastien Hoog et Xavier Polycarpe, qui composeront quelques années plus tard la musique de son film Animal.

#### Résistances poétiques
Le 21 mai 2019, il crée avec le guitariste et compositeur Sébastien Hoog le spectacle Résistances Poétiques à la Maison de la Poésie à Paris. Le spectacle part en tournée en France et en Belgique et se joue notamment au New Morning et au Trabendo à Paris, au 140 à Bruxelles. En mars 2023 paraît un ouvrage chez Actes Sud mêlant les poèmes, la musique et des œuvres d'artistes contemporains comme Prune Nourry, JR, Ernest Pignon Ernest, Anouk Grimberg... Le même mois sort le disque distribué par Pias. Cyril Dion et Sébastien Hoog sont invités à la Grande Librairie où ils interprètent Debout, l'un des titres de l'album et Cyril Dion est également invité sur le plateau de Quotidien.
Le projet reçoit un Coup de coeur 2023 de l'Académie Charles-Cros qui écrit : 

« La voix et la musique, qui déroule ses accents rock à la Patti Smith, s’accordent à merveille dans une œuvre qui pourrait sembler désespérante mais qui se veut avant tout un appel, un cri, pour réveiller les endormis que nous sommes. »

### Radio et podcast
En 2021, il est l'animateur et le narrateur du podcast Animalia, imaginé, écrit et réalisé par Josh Vardey, avec les voix de Guillaume Gallienne, Isabelle Adjani, François Civil, Julie Depardieu, Leïla Bekhti, Vincent Dedienne, Lison Daniel... Le podcast donne la parole avec humour aux animaux menacés, afin de sensibiliser les enfants à leur potentielle disparition et leur donner des clés pour agir.
En septembre 2024, Cyril Dion intègre l’équipe de « La Terre au Carré », sur France Inter, dans laquelle il tient la chronique « La lutte enchantée » tous les mercredis à 14 h 30, à la place de Camille Crosnier. Ces chroniques sont supprimées à la rentrée suivante. 

### Activisme

#### Marches climat
Il est l'une des figures de proue du mouvement qui organise les grandes marches pour le climat à partir de septembre 2018. Il prend notamment la parole lors de la marche du 13 octobre 2018, appelant à amplifier le mouvement et à le doter d'une stratégie,,. Le 3 décembre, dans une tribune de Libération, il appelle les Gilets jaunes à rejoindre les marches pour le climat.

#### L'affaire du siècle
Le 18 décembre 2018, il participe à l'action L'Affaire du siècle, lancée par quatre ONG (Greenpeace, Oxfam France, la Fondation Nicolas-Hulot pour la nature et l'homme et Notre affaire à tous) qui attaque l'État français en justice pour inaction face au changement climatique. Il coécrit la vidéo avec les YouTubers de Partager c'est sympa et réunit un certain nombre d'artistes pour lui donner plus d'audience. En quelques jours, la mobilisation en ligne bat tous les records de pétitions en France et dépasse les deux millions de signataires début 2019.
Le 3 février 2021, le tribunal administratif rend une première décision dans laquelle il reconnaît que l'État n'a pas respecté ses engagements sur la réduction des gaz à effet de serre et a donc commis une « faute » : « À hauteur des engagements qu'il avait pris et qu'il n'a pas respectés dans le cadre du premier budget carbone, l'État doit être regardé comme responsable [...] d'une partie du préjudice écologique constaté. »
Le 14 octobre 2021, le tribunal administratif rend une deuxième décision dans laquelle il ordonne au gouvernement de prendre « toutes les mesures utiles » pour « réparer le préjudice écologique » au plus tard le 31 décembre 2022. Il considère que la diminution d'émissions de gaz à effet de serre observée en 2020, bien que due principalement à la pandémie de Covid-19 et non à une action de l'État, doit être prise en compte pour l'évaluation du préjudice, qui se fait à la date de la décision. Le tribunal chiffre ainsi le préjudice restant à réparer à quinze millions de tonnes équivalent CO2, sur les soixante-deux demandées par les associations.

#### Convention citoyenne pour le climat
En janvier 2019, il fait partie du collectif des Gilets citoyens qui appelle à la création d'une « assemblée citoyenne » tirée au sort, fonctionnant avec les principes de démocratie délibérative pour sortir « par le haut » de la crise des Gilets jaunes,. Le 13 février, il rencontre Emmanuel Macron avec l'actrice Marion Cotillard et propose au président de mettre en place une telle assemblée pour chercher des solutions sur le référendum d'initiative citoyenne, la transition écologique et la justice fiscale. Le 13 avril 2019, il explique dans une interview au journal Le Monde pourquoi il pense que seule l'intelligence collective peut apporter des solutions à un problème aussi complexe que la crise climatique. Il se montre critique du grand débat national organisé par le gouvernement et estime que :

« Si l'on veut arriver à des résultats partagés par tous, on a besoin de redistribuer le pouvoir, et de construire cette complémentarité entre démocratie représentative et démocratie directe. Avec cette assemblée citoyenne, il ne s'agit pas de faire un coup, comme cela a pu être le cas avec le grand débat, mais de démontrer qu'on peut intégrer ces mécanismes dans nos démocraties de façon permanente. »

Le 25 avril 2019, Emmanuel Macron annonce la création d'une Convention citoyenne pour le climat composée de 150 citoyens tirés au sort pour aborder les questions environnementales jugées « conflictuelles ». En juillet 2019, il est désigné comme l'un des trois garants chargés « d'assurer l'indépendance des travaux de la convention, en veillant notamment au respect des principes d'impartialité et de sincérité »,.
Le 21 juin 2020, la Convention citoyenne pour le climat donne lieu à 149 mesures jugées ambitieuses et parfois mêmes radicales, par certains éditorialistes et responsables politiques, alors qu'elles sont parfois considérées comme manquant d'audace pour les écologistes les plus engagés. Nicolas Hulot salue « un très bel exemple d'intelligence collective et un impressionnant travail cohérent de véritable démocratie inclusive. Ce peut être un premier levier pour amorcer la mutation écologique tant attendue. Il y a, pour le gouvernement, une opportunité à saisir pour sortir du cercle de la défiance ».
Pour Cyril Dion, cet exercice démocratique inédit a permis de parvenir à « un point d'équilibre » dans la société française, entre radicaux et conservateurs. Pour lui, cet exercice est la preuve que des citoyens correctement informés font des propositions qui vont plus loin que ce que font les différents gouvernements sur le climat depuis 30 ans.
Emmanuel Macron annonce en retenir 146 sur 149 le 29 juin, un référendum sur l'article 1er de la Constitution et l'examen d'une grande loi reprenant ces propositions à l'automne. Cyril Dion estime le 29 juillet dans le quotidien de l'écologie Reporterre : 

« On entre dans une nouvelle bataille avec un gouvernement qui foncièrement n'est pas écolo. Il va falloir être réaliste. La question est de savoir si tout ce qui peut être gagné est bon à prendre ou si, à partir du moment où l'exercice n'est pas réussi à 100 % et que le gouvernement ne récupère pas 100 % des mesures, on estime que c'est un échec. Il me semble qu'au regard de l'urgence, il faut gagner tout ce qui est possible. »

Mi-novembre 2020, face aux renoncements du président Emmanuel Macron, Cyril Dion lance une pétition pour demander que les engagements sur le climat soient tenus. Elle rassemble près de 530 000 signatures. Les travaux de la Convention citoyenne aboutiront à une loi Climat promulguée le 22 août 2021, qui compte plus de 300 articles et une centaine de décrets. Le site Vie publique relate que : 

« Son tout premier article, issu du débat parlementaire, pose que l'État s'engage à respecter l'objectif européen de baisse d'au moins 55 % des émissions des gaz à effet de serre (GES) d'ici 2030. Un dernier titre a été ajouté, mettant en place un système d'évaluation permanente des effets de la loi. Le Haut Conseil pour le climat sera chargé d'évaluer tous les ans la mise en œuvre des mesures prévues et, tous les trois ans, l'action des collectivités locales en matière de réduction des GES et d'adaptation au changement climatique. »

Pourtant de nombreux experts estiment que cette loi ne permettra pas à la France de tenir ses objectifs climatiques. Pour Cyril Dion, si l'ambition initiale de la loi sur le climat « n'est pas du tout respectée, [c'est] la faute à pas suffisamment de courage politique, la faute à beaucoup d'intérêts privés qui ont pesé de tout leur poids pour amoindrir un certain nombre de ces propositions, la faute au gouvernement d'avoir fait passer ces intérêts privés avant l'intérêt général ».

#### Prises de position diverses
En octobre 2023, il demande l'abandon des travaux inhérents au projet d'autoroute A69 reliant Castres à Toulouse, jugé anachronique.

## Œuvres

### Publications
- Assis sur le fil, éditions de la Table ronde, 2014.
- Demain, les aventures de Léo, Lou et Pablo à la recherche d'un monde meilleur (avec Mélanie Laurent), éditions Actes Sud Junior / L'amandier, 2015.
- Demain, un nouveau monde en marche, Éditions Actes Sud, coll. « Domaine du possible », 2015  (ISBN 978-2-330-05585-1).
- Demain... et après, Éditions Actes Sud, coll. « Domaine du possible », 2016.
- Imago, Éditions Actes Sud, Domaine français, 2017  (ISBN 978-2-330-08174-4).
- Demain entre tes mains (avec Pierre Rabhi), éditions Actes Sud Junior, 2017.
- Petit manuel de résistance contemporaine : Récits et stratégies pour transformer le monde, Éditions Actes Sud, coll. « Domaine du possible », mai 2018  (ISBN 978-2-330-10144-2). Éditions Babel no 1784, octobre 2021.
- Vous êtes des animaux, comme nous, 2021  (ISBN 978-2-330-15781-4), Éditions Actes Sud Junior (avec Sébastien Mourrain aux illustrations)
- Animal, Éditions Actes Sud, coll. « Domaine du possible », 2021
- À l'orée du danger, 2022, Éditions Actes Sud
- Résistances Poétiques, Éditions Actes Sud, 2023,  (ISBN 978-2330171193)
- La Nuit est une page blanche, avec Stéphane Guiran et Katarzyna Kot, Éditions les heures brèves, 2023 (ISBN 978-2-9563748-8-6)
- La Route sans fin, Editions Castor Astral 2024,  (ISBN 979-1027803774)

### Films
- 2015 : Demain, co-réalisé avec Mélanie Laurent, produit par Move Movie, sorti en France le 2 décembre 2015[59]
- 2018 : Après demain, documentaire co-réalisé avec Laure Noualhat[60], diffusé dans l'émission Infrarouge sur France 2 en 2018, produit par Yami2
- 2021 : Animal, produit par Bright Bright Bright et Capa, distribué par UGC, sortie en France le 1er décembre 2021[61]

### Télévision
- 2022 : l'émission Aux arbres citoyens, imaginée par Cyril Dion est diffusée en prime-time sur France 2 durant la COP 27. Cet évènement télévisuel consacrée à la lutte contre le dérèglement climatique est animée par Hugo Clément et Léa Salamé. Parrainé par Marion Cotillard et Yannick Noah, les participants sont Nagui, Valérie Masson-Delmotte, Camille Étienne, Paloma Moritz, Gilles Boeuf, Francis Hallé, Lucienne Haèse, Geoffroy Delorme, Élise Lucet, Chloé Nabédian, Mathieu Vidard, Christophe Béchu, José Bové[62],[63],[64],[65]. Ce programme a permis de collecter 1,8 million d'euros, au profit d'une quinzaine de projets nationaux mis sur pieds par l'association France Nature Environnement[66],[67] ;
- 2022 : une série de trois documentaires est diffusée sur Arte durant la COP 27[68]. Intitulé Un monde nouveau, ce programme écrit et raconté par Cyril Dion, réalisée par Thierry Robert[69] suit un plan en trois étapes : « Résister », « S’adapter », « Régénérer »[70]. Les intervenants sont notamment l'écrivain David Wallace-Wells, la cofondatrice d'Extinction Rebellion Gail Bradbrook, un des rédacteurs du GIEC Christophe Cassou[71], le militant Paul Hawken, l'ancien président de l'Uruguay José Mujica, le survivaliste John Ramey, la porte-parole du mouvement allemand de désobéissance civile Ende Gelände, Kathrin Henneberger et le collapsologue Pablo Servigne[72],[73],[74].

## Distinctions

### Récompenses
- Demain
  - Salamandre d'or au Festival du film de Sarlat 2015
  - César du meilleur film documentaire 2016
  - Prix du meilleur documentaire au Festival COLCOA 2016
  - Prix du meilleur documentaire au festival Ram Dam de Tournai 2016
  - Prix Saint-Just de Narbonne 2016
- Animal
  - Festival international du film de Valladolid 2021 : Espigua Verde, meilleur documentaire sur le climat[75]
  - Festival international du film francophone de Namur 2021 : Prix du jury junior
  - Festival Cinemambiente de Turin 2021 : Prix du public[76]
  - Another Way Film Festival à Madrid 2021 : Mention spéciale du jury[77]
  - Festival du film de Sarlat 2021 : Prix du jury junior[78]
  - Trento Film Festival 2022 : Green film award[79]
  - Green Film Festival de Cracovie 2022 : Grand Prix[80]
  - European Film Awards 2022 : Young audience award[81]
  - Festival Castellinaria 2022 : Environment and quality of life award[82]
  - Deauville Green Awards 2023 : Trophée Argent préservation de la biodiversité[83]

- Imago : Prix Méditerranée 2018 du 1er roman
- Résistances poétiques : Coup de cœur de l'Académie Charles-Cros 2023[29]

#### Autres
- Docteur honoris causa de l'université de Namur (4 octobre 2016)[84]
- Prix Planète Bleue Nausicaa 2017, catégorie Romans-Récits-Éssais-BD pour Demain et après...[85]
- Activiste de l'année 2019, magazine GQ[86]
- Sol d'Or spécial, festival Sunciné[87]

### Nominations
- Prix Lumière 2016 : meilleur documentaire[88]
- Prix Stanislas-Julien 2017 : meilleur premier roman[89]
- Prix du style 2017[90]
- Prix Première plume 2017[91]
- Oeil d'or 2021 pour Animal[92]
- César du meilleur film documentaire 2022 pour Animal[93]

### Décoration refusée
En juin 2019, Cyril Dion refuse d'être nommé chevalier de l'ordre national du Mérite pour protester contre les violences policières auxquelles les militants écologistes, mais aussi les journalistes et les Gilets jaunes sont exposés en France, ; il fait référence en particulier à la dispersion violente d'un sit-in pacifiste d'Extinction Rebellion le 28 juin 2019 sur le pont de Sully à Paris. Il avait été nommé chevalier de l’ordre national du Mérite en novembre 2017, sur proposition de la secrétaire d’État à la transition écologique, Brune Poirson, mais n'avait jamais accompli les démarches administratives pour recevoir sa décoration.